# Pseudodiala aequinoctialis
Pseudodiala aequinoctialis is een slakkensoort uit de familie van de Barleeiidae. De wetenschappelijke naam van de soort is voor het eerst geldig gepubliceerd in 1995 door Gofas.